# Frijolero
«Frijolero» es una canción de la banda de rock mexicana Molotov, lanzado al mercado el 25 de octubre de 2003, cómo parte del álbum Dance and dense denso (2003).

## Descripción
«Frijolero» es una palabra que se utiliza comúnmente entre algunos estadounidenses para referirse muy despectivamente hacia un latino, especialmente a un mexicano. El grupo de rock y hip hop mexicano Molotov aseguró que no quiso estereotipar como racistas a los policías de frontera estadounidenses con su canción Frijolero, que describe la relación de la policía estadounidense a los mexicanos migrantes. Es una letra antropológica de una relación desigual, fruto de separar países y culturas. Las imágenes son emociones del migrante.
Molotov regresó  al mercado musical con su tercer disco Dance and Dense Denso, tras cuatro años de ausencia en los estudios de grabación, y empezó la promoción con el polémico tema Frijolero, que acusa a los estadounidenses de segregar a los mexicanos. «Si tuvieras tú que esquivar las balas de unos cuantos gringos rancheros, «les seguirías diciendo good for nothing wetback (mojado, como se conoce a los inmigrantes ilegales, bueno para nada), si tuvieras tú que empezar de cero?», canta Molotov dirigiéndose a un estadounidense. La canción alterna párrafos en español y en inglés, y habla sobre la tensa situación en la frontera entre Estados Unidos y México. «Frijolero» es calco burlón de «beaner», término utilizado en Estados Unidos para referirse en forma coloquial y despectiva a los mexicanos, mientras que «gringo» es su contraparte utilizada por los mexicanos para hablar de los estadounidenses. 
La canción también alude fugazmente a otros temas como el narcotráfico, la invasión de Irak en 2003, la deuda externa o la guerra de Independencia de Texas, en la cual dicho territorio se independizó de México.
Es una canción de defensa que escribió Randy para cuestionar el racismo que existe en la frontera de México y Estados Unidos. La historia le llegó al baterista cuando tuvo un conflicto durante un viaje e intentaron abrirle el pañal a su hija para comprobar si traía algo por el simple hecho de tener rasgos mexicanos y estar con un papá güero (rubio). Perseguido en carne propia Ebright, quien integra Molotov junto con Tito Fuentes, Miky Huidobro y Paco Ayala, dijo que él mismo ha tenido malas experiencias con los agentes fronterizos de su país desde que él se casó con una mexicana.
«Me ‘basculean’ (revisan) en la aduana sólo porque ven que mi hija tiene un apellido materno latino... Mi esposa tiene que ir en una fila diferente a la mía y me interrogan siempre», dijo Ebright.
Más que por las estrofas que cuestionan el racismo contra los mexicanos, Frijolero despertó la polémica por las palabras ofensivas contra los estadounidenses que incluye la canción, lo que provocó que fuera parcialmente censurada para poder ser transmitida en radio y televisión. Sin embargo, el tema de la censura no es un problema para los integrantes de Molotov, quienes aseguraron que aunque han tenido que aceptar los «bip» en sus canciones, lo importante es que el mensaje que llevan no se pierde y hasta provoca que la gente compre su disco.
La banda, que presentó Dance and Dense Denso, cuyo primer sencillo «Frijolero» despertó una gran polémica por el lenguaje ofensivo con que se refiere a los estadounidenses, explicó que simplemente utilizan palabras comunes que son parte del sello musical que manejan con temas irónicos e irreverentes aun cuando tengan una carga social relevante.
«En nuestras canciones sólo hablamos de lo que nos pasa todos los días y aunque los temas tengan una importante carga de contenido social lo decimos con nuestras palabras. No somos una banda que agarre tendencias políticas para hacer canciones o vender más discos, nosotros decimos las cosas como las sentimos, pero somos un grupo musical no un partido político», señalaron.

## Video musical
Es un trabajo de animación digital hecho para parecer una caricatura con estarcido y transiciones rápidas.
El video musical incluye caricaturas de los presidentes de Estados Unidos, George W. Bush, y de México, Vicente Fox, así como de la patrulla de la frontera entre ambos países, donde a diario miles de mexicanos tratan de ingresar a territorio estadounidense en busca de una vida mejor. 
Al comienzo del video, una chica se baja los pantalones mostrando un tatuaje, el cual se transforma en los integrantes de Molotov, los cuales se levantan de una cama y después aparecen sentados en una banca a la vera de un camino (se debe entender que como inmigrantes indocumentados en Estados Unidos). Entonces llega una camioneta cuyo conductor alza la mano con tres dedos extendidos, dando a entender que solicita tres jornaleros; los integrantes acuden al llamado y se suben a la parte trasera de la camioneta.
Posteriormente, en el recorrido transcurre la canción mientras se ven escenas y representaciones de George W. Bush con otros políticos a los que les hace guerra por petróleo y dinero. Después la cámara se dirige a una patrulla estadounidense con un policía cantando en inglés y después de eso Molotov canta en español mientras van en bicicleta haciéndole una seña obscena al oficial que los discriminó, como así también aparecen unos muñecos que cantan el coro y dicen groserías.
Momentos después, Molotov canta una parte en inglés mezclándose en español cuando son perseguidos por la Patrulla Fronteriza, la cual los detiene y los sube a una camioneta mientras ellos tienen cada uno un color de la bandera de México.
Ya dentro de la camioneta se ve a Antonio López de Santa Anna apresado junto a los miembros que van también detenidos, mientras que al final de la toma, un hombre hace apología y referencia a Davy Crockett, quien se cree que defendió El Álamo.
Posteriormente unas chicas bailan y en un instante el grupo hace lo mismo mientras la toma los transforma en una etiqueta de un producto ficticio denominado Refried Molotov, el cual a su vez un hombre con casco y máscara antigás lo agarra y lo deposita en su carrito de compra.
El video fue lanzado a inicios de 2003.
Aunque la empresa Norteamericana de VEVO en YouTube tiene censurado el video colocando «beeps» en las palabras altisonantes y colocando pantallas borrosas cuando se ven señas obcenas.

### Pronunciación
Cabe notar que los integrantes cantan toda la letra en español usando la r del inglés estadounidense en lugar de la r y la rr del español, sonando así como estadounidenses hablando castellano.

## Premios
El video de la canción fue premiado durante los MTV Video Music Awards Latinoamérica 2003, y con un Grammy Latino
- Grammy Latino  (2003) al «Mejor vídeo musical»
- Premio MTV VMALA  (2003) al «Mejor vídeo del año»
- Nominación al Grammy Latino  (2003) al Premio Grammy Latino por grabación del año
- Nominación al Grammy Latino (2003) a la «Mejor Canción de Rock»

## Referente al tema
Esta noticia es sacada de un medio masivo de comunicación y muestra cuan alto es el costo de tener o lograr en sueño americano, que muchos no logran cumplir.
El alto costo del sueño americano
La Federación Internacional por los Derechos Humanos analiza los flujos migratorios entre América Central, México y Estados Unidos, las leyes en torno a esta práctica y las condiciones de las personas deportadas.

### Redacción (18/03/2008)
Según el informe «Estados Unidos-México. Muros, abusos y muertos en las fronteras. Violaciones flagrantes de los derechos de los migrantes indocumentados en camino a Estados Unidos» de la Federación Internacional por los Derechos Humanos (FIDH), en 2006, las autoridades estadounidenses deportaron a casi un millón de personas latinoamericanas.
El documento denuncia las violaciones a los derechos humanos de las personas migrantes que desean alcanzar la frontera estadounidense a través de México, analizando las leyes en torno a esta práctica y las condiciones de las deportaciones. Además, propone medidas a los gobiernos de Estados Unidos y México para que pongan fin a esta situación intolerable.
La FIDH evidencia también que en los últimos 12 años, «más de 4.000 migrantes» han muerto atravesando la frontera que separa México de Estados Unidos, y que desde 1994, el gobierno estadounidense ha gastado alrededor de 30 millones de dólares para asegurar su frontera con México.

### Líneas divisorias y coyotes
Sobre la base de la federación, esta línea divisoria es traspasada por miles de emigrantes que pagan entre 7.000 y 14.000 dólares a sus «coyotes», personas centroamericanas y mexicanas que, supuestamente, facilitan su paso. Según el documento, en 2006, las autoridades mexicanas deportaron a sus países de origen a 179.000 personas.
El informe también afirma que la violencia desproporcionada, el uso de la fuerza armada y la impunidad de las autoridades priman en las detenciones de las personas inmigrantes indocumentadas. En este sentido, «la entrada ilegal en los Estados Unidos está clasificada como un delito» que puede ser sancionado con 180 días de cárcel, 5.000 dólares de multa y la prohibición de ingresar en el país en cinco años.
El padre de Randy Ebright era agente de la D.E.A. La Administración para el Control de Drogas, Drug Enforcement Administration. [cita requerida]

## Actualidad y uso
- Muchos años después de su estreno, la canción sigue siendo puesta en muchas emisoras de radio, además de ser usada como canción de protesta dadas las condiciones actuales en las relaciones México-Estados Unidos.

- La canción volvió a cobrar importancia cuando en 2010 se aprobó en Arizona, EUA la Ley SB-1070, que criminaliza en el estado la inmigración irregular o indocumentada y faculta a las autoridades locales para revisar la situación migratoria de los presuntos indocumentados.

- La canción aparece en la banda sonora de la película de Omar Rodríguez-López Los Chidos y Marcianos Vs. Mexicanos de los Hermanos Rodolfo y Gabriel Riva Palacio Alatriste.

- Recobró gran popularidad durante las elecciones presidenciales de Estados Unidos en 2016, debido a las medidas que quería implantar el candidato Donald Trump.